# スティーヴ・ミラー・バンド
スティーヴ・ミラー・バンド（Steve Miller Band）は、アメリカ合衆国出身のブルース・ロック・バンド。創始者スティーヴ・ミラーを中心に結成。1970年代には、アルバムが全米チャート1位を獲得するなど最盛を迎え、活動は50年以上に及ぶ。2016年、ロックの殿堂入り。

## 来歴

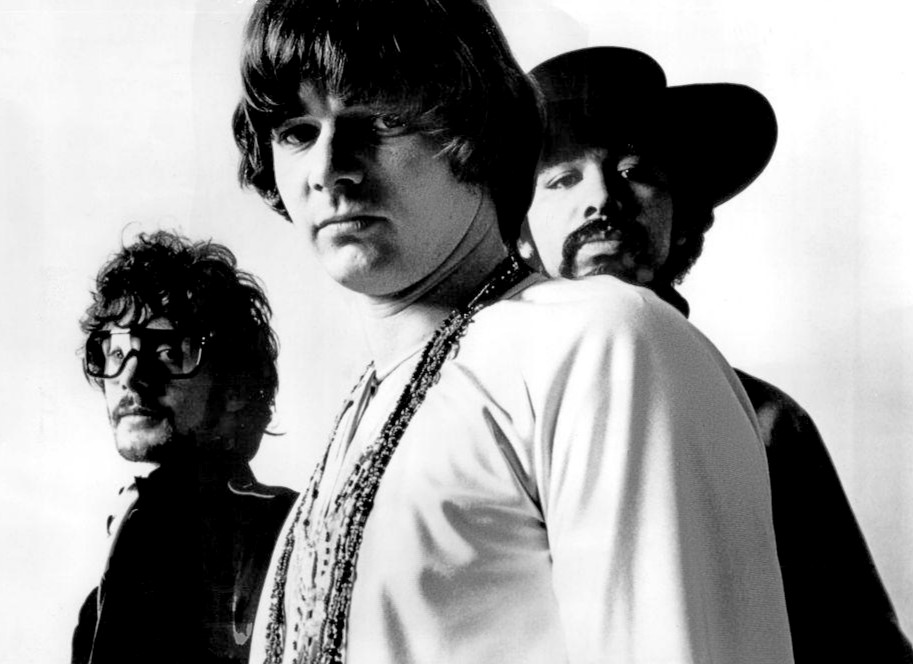
活動初期のグループショット (1969年)

### 1960年代 黎明期
1966年、サンフランシスコで活動を始めたスティーヴ・ミラーの呼びかけにより、ティム・ディヴィス（ドラムス）、ロニー・ターナー（ベース、ボーカル）、ジェイムズ・カーリー・クック（ギター）によって「スティーヴ・ミラー・ブルース・バンド」として結成。
1967年1月にバディ・ガイの前座でアヴァロンに出演、4月にフィルモアと云ったクラブに出演して人気を評す。6月のモントレー・ポップ・フェスティバルに出演してサンフランシスコのバンドに注目していたレコード業界の注目を受けクイックシルヴァー・メッセンジャー・サーヴィスとともにキャピトル・レコードと契約。同年秋にインドなど海外でバックパッカーとして放浪していたボズ・スキャッグスがグループに参加してレコーディングに入る。
録音技師のグリン・ジョンズとロンドンで録音した、スティーヴ・ミラー・バンド名義によるデビュー・アルバム『未来の子供達』はBillboard 200では134位に終わったが、アンダーグラウンド・ラジオで評判を呼び、再びグリン・ジョンズとロサンゼルスで録音した次作『セイラー』が24位を記録した。マーティン・ルーサー・キングやロバート・ケネディが暗殺された後にリリースしたシングル「Living in U.S.A.」が国内でヒットとなる。
1969年、ボズ・スキャッグスがグループを抜けて3人になったバンドはベン・シドランを迎えてサード・アルバム『すばらしき新世界』を録音する。マスター・テープをグリン・ジョンズのいるロンドンに持ち運んだ日、オリンピック・スタジオでビートルズのメンバーに出会う。ポール・マッカートニーとジョン・レノンがアルバム『ゲット・バック』のボーカルのダビングをしていて、翌日再び訪れた際にポール・マッカートニー、ジョージ・ハリスンとセッションを行う。ハリスンが帰宅した後、マッカートニーがドラム、ベース、ボーカルを担当した「My Dark Hour」を録音する。
同年にはニッキー・ホプキンスとともに4枚目のアルバム『ユア・セイヴィング・グレイス』をリリースするほか、後述の1986年のアルバム『Living in the 20th Century』にはポールがゲスト参加するなど、友好関係を築く。

### 1970年代 最盛期

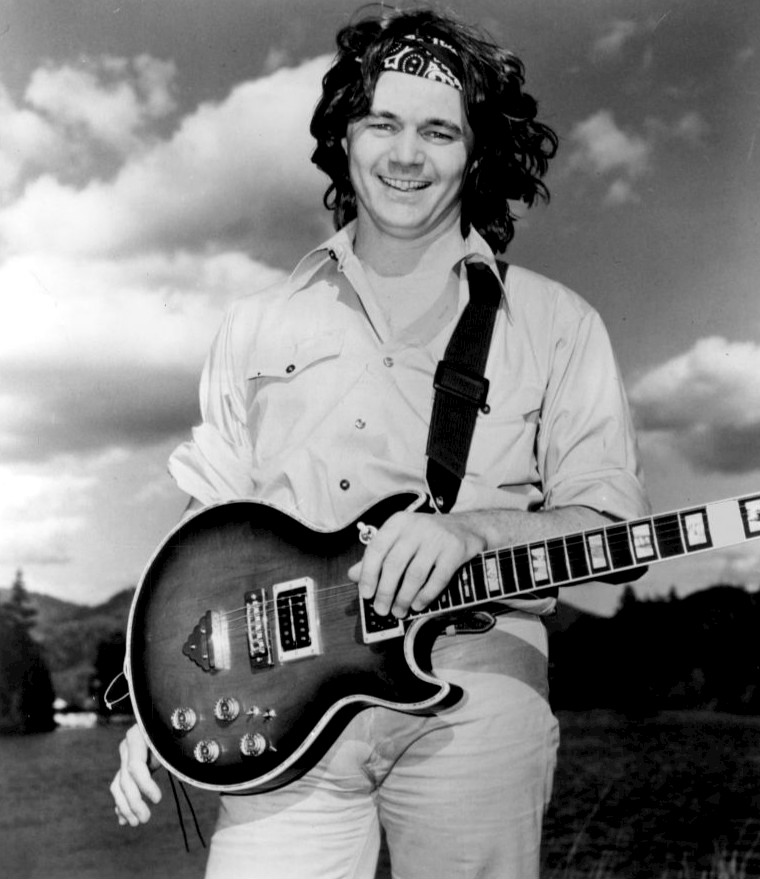
スティーヴ・ミラー(G) 1977年

グレイトフル・デッドやジミ・ヘンドリックスらとのツアーやレコーディングを繰り返し、1970年のリー・マイケルズやナッシュビルのエリア・コード615、チャーリー・マッコイなど実験的なセッション・レコーディングのアルバム『ナンバー5』をリリース。この頃にはミラー以外のメンバーはすべて変わってしまう。またスティーヴ・ミラーは、1971年に起こした自動車事故により首を痛めてしまい長期間休養に入る。
1972年の後半にスティーヴ・ミラー、ジャック・キング（ドラムス）、ジェラルド・ジョンソン（ベース）、ディッキー・トンプソン（キーボード）で活動を再開。フリートウッド・マックらとツアーを行い、翌1973年にアルバム『ジョーカー』をリリースする。アルバムは100万枚を超えるプラチナ・ヒット作となり、翌年初頭にシングルカットされた「ジョーカー」は全米チャート1位を獲得した。
1976年に旧知のロニー・ターナー、ドラマーのゲイリー・マラバーとともにアルバム『鷲の爪』をリリース。400万枚を超えるプラチナを記録した。先行シングルの「テイク・ザ・マネー・アンド・ラン」は全米11位、シングルカットされた「フライ・ライク・アン・イーグル」は全米2位を記録し、スティーヴ・ミラー・バンドのキャリアで最盛期を迎える。次作『ペガサスの祈り』(1978年）の頃には、アリーナやスタジアム級のライブを展開していたが、このツアー終了後に一度活動を休止する。

### 1980年代以降 - 現在

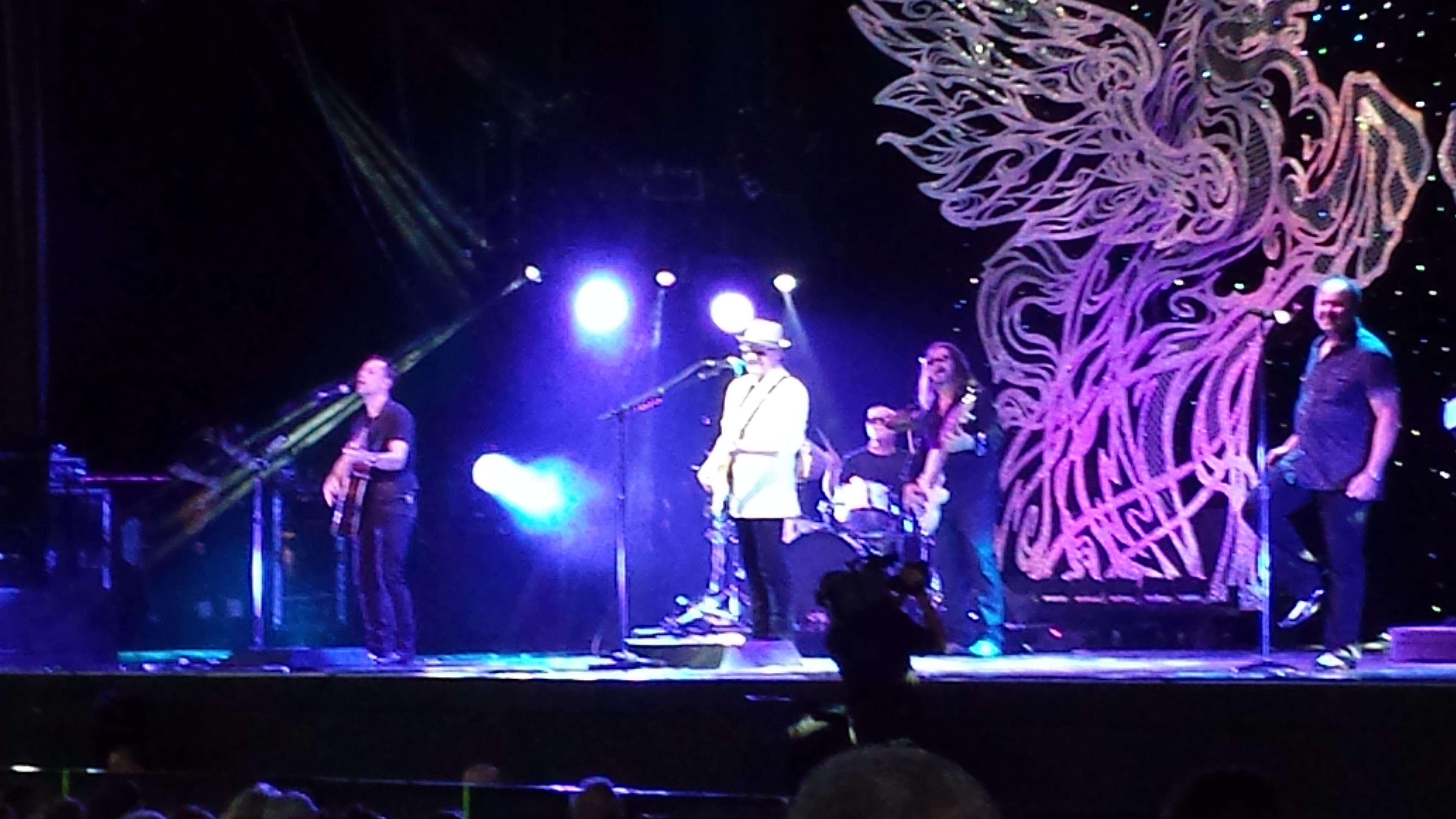
US.バージニアビーチ公演 (2014年6月)

活動再開後、アルバム『アブラカダブラ』(1982年）のヒットで2度目の最盛を迎える。1986年にはブルースを交えたアルバム『リヴィング・イン・ザ・20th・センチュリー』を発表するが、ライブは表立って行わなかった。また次作『ボーン・2B・ブルー』を最後に、長年所属したレーベル、キャピトル・レコードを離れる。
1993年にアルバム『遥かなる河』をリリース。それ以降は長い沈黙を守ってきたが、2010年、アンディ・ジョンズとの共同プロデュース・アルバム『ビンゴ!』を17年振りに発表。翌2011年にも全曲ブルースのカバー集『Let Your Hair Down』をリリースしている。
2016年、ロックの殿堂入りを果たす。

## メンバー

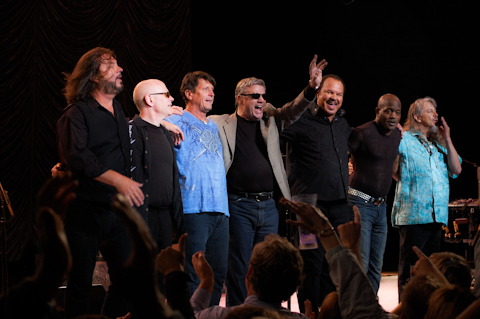
2009年のグループショット

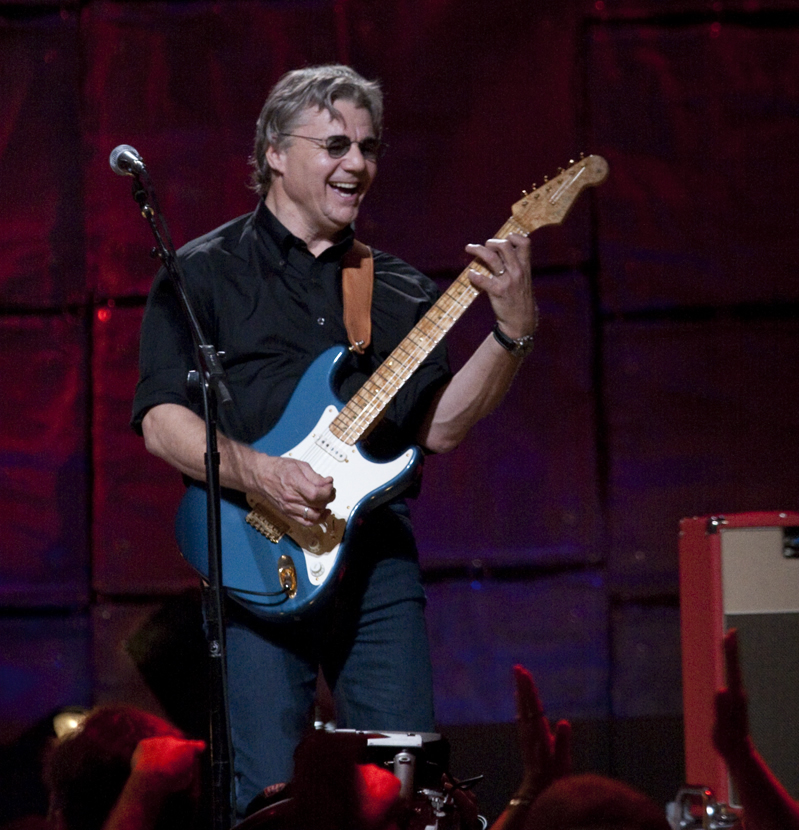
スティーヴ・ミラー(G) 2009年

### 現ラインナップ
- スティーヴ・ミラー (Steve Miller) - ギター/ボーカル (1966年- )
- ジェイコブ・ピーターソン (Jacob Peterson) - ギター (2011年- )
- ケニー・リー・ルイス (Kenny Lee Lewis) - ベース (1982年-1987年、1993年- )
- ゴーディ・ヌードストン (Gordy Knudston) - ドラムス (1987年- )
- ジョゼフ・ウッテン (Joseph Wooten) - キーボード (1993年- )

### 旧メンバー
- ロニー・ターナー (Lonnie Turner) - ベース (1966年-1970年、1973年-1978年)
- ボズ・スキャッグス (Boz Scaggs) - ギター/ボーカル (1967年-1968年)
- ジム・ピーターマン (Jim Peterman) - キーボード (1966年-1968年)
- ティム・デイヴィス (Tim Davis) - ドラムス (1966年-1970年) ※1988年死去
- ジェームス・クック (James "Curley" Cooke) - ギター (1967年) ※2011年死去
- ベン・シドラン (Ben Sidran) - キーボード (1968年-1970年、1972年、1987年-1991年)
- ニッキー・ホプキンス (Nicky Hopkins) - キーボード (1969年、1970年)
- ボビー・ウィンケルマン (Bobby Winkelman) - ベース (1969年-1970年)
- ロス・ヴァロリー (Ross Valory) - ベース (1970年-1971年)
- ロジャー・アラン・クラーク (Roger Alan Clark) - ドラムス (1972年)
- ジャック・キング (Jack King) - ドラムス (1970年-1973年)
- ディック・トンプソン (Dick Thompson) - キーボード (1972年-1974年)
- ゲイリー・マラバー (Gary Mallaber) - ドラムス (1976年-1987年)
- ジェラルド・ジョンソン (Gerald Johnson) - ベース (1972年-1973年、1981年-1983年)
- ジョン・キング (John King) - ドラムス (1973年-1974年) ※2010年死去
- レス・デューデック (Les Dudek) - ギター (1975年)
- ダグ・クリフォード (Doug Clifford) - ドラムス (1975年)
- グレッグ・ダグラス (Greg Douglas) - ギター (1976年-1978年)
- デヴィッド・デニー (David Denny) - ギター (1976年-1978年)
- バイロン・オールレッド (Byron Allred) - キーボード (1976年-1987年、1990年)
- ジョン・マサロ (John Massaro) - ギター (1982年-1983年)
- ノートン・バッファロー (Norton Buffalo) - ハーモニカ/ギター (1976年-1978年、1982年-1987年、1989年-2009年) ※2009年死去
- ビリー・ピーターソン (Billy Peterson) - ベース (1987年-2011年)
- ボブ・マラク (Bob Mallach) - サクソフォーン (1987年-1996年)
- ポール・ピーターソン (Paul Peterson) - ギター (1988年、1991年-1992年)
- リッキー・ピーターソン (Ricky Peterson) - キーボード (1988年、1991年)
- キース・アレン (Keith Allen) - ギター (1989年-1990年)
- ソニー・チャールズ (Sonny Charles) - ボーカル (2008年-2011年)

## ディスコグラフィ

### スタジオ・アルバム
- 『未来の子供達』 - Children of the Future (1968年)
- 『セイラー』 - Sailor (1968年)
- 『すばらしき新世界』 - Brave New World (1969年)
- 『ユア・セイヴィング・グレイス』 - Your Saving Grace (1969年)
- 『ナンバー5』 - Number 5 (1970年)
- 『ロック・ラヴ』 - Rock Love (1971年)
- 『エデンからの旅』 - Recall the Beginning...A Journey from Eden (1972年)
- 『ジョーカー』 - The Joker (1973年)
- 『鷲の爪』 - Fly Like an Eagle (1976年)
- 『ペガサスの祈り』 - Book of Dreams (1977年)
- 『愛の神話』 - Circle of Love (1981年)
- 『アブラカダブラ』 - Abracadabra (1982年)
- 『イタリアン・X・レイズ』 - Italian X Rays (1984年)
- 『リヴィング・イン・ザ・20th・センチュリー』 - Living in the 20th Century (1986年)
- 『ボーン・2B・ブルー』 - Born 2 B Blue (1988年) ※スティーヴ・ミラー名義
- 『遥かなる河』 - Wide River (1993年)
- 『ビンゴ!』 - BINGO! (2010年)
- Let Your Hair Down (2011年)

### ライブ・アルバム
- 『ペガサスの復活』 - Steve Miller Band Live! (1983年)
- King Biscuit Flour Hour Presents The Steve Miller Band (2002年)
- Extended Versions (2003年)
- Steve Miller Band: Live from Chicago (2008年)
- The Joker (Live) (2014年)
- Live at the Carousel Ballroom, San Francisco, April 1968 (2014年)
- 『ライヴ! ブレイキング・グラウンド (1977.8.3)』 - Live! Breaking Ground: August 3, 1977 (2021年)

### コンピレーション・アルバム
- 『アンソロジー』 - Anthology (1972年)
- 『グレイテスト・ヒッツ1974-78』 - Greatest Hits 1974–78 (1978年)
- 『ベスト・オブ』 - The Best of the Steve Miller Band (1983年)
- Greatest Hits 1976–86: A Decade of American Music (1987年)
- The Best of 1968–1973 (1990年)
- Living in the U.S.A (1990年)
- The Very Best of the Steve Miller Band (1991年)
- Steve Miller Band (1994年)
- Greatest Hits (1998年)
- Young Hearts: Complete Greatest Hits (2003年)
- Ultimate Hits (2017年)
- 『ウェルカム・トゥ・ザ・ヴォルト』 - Welcome to the Vault (2019年)